# مسجد كوشومبا
مسجد كوشومبا (بالبنغالية: কুসুম্বা মসজিদ) هو مسجد قديم يقع في ماندا أوبازيلا، بجانب الساحل الغربي لنهر اتراي في منطقة ناوغاون .

## البناء
ثبت بناء المسجد خلال الفترة بين عام 1958 وعام 1959، في فترة حكم النظام الأفغاني من قبل الإمبراطور شاه بهادور جياسودين، ومن المعروف أيضا أن المسجد يسمى باسم مسجد بانغلار كالو روتنو أو مسجد بنغال اللؤلؤة السوداء، جاء هذا الاسم بسبب الهيكل الأثري البنغالي الذي يقوم عليه المسجد، ويعتقد أن رجل يدعى سليمان هو الذي أنشأ مسجد كوشومبا، ويعتقد أيضا انه كان خادما للحكومة برتبة عالية خلال النظام سورا، وتتمحور ركيزة المسجد الأساسية من الطوب .

## وصلات خارجية
- موقع المسجد
- صور المسجد